# Kia Concord
Kia Concord var en firedørs sedan fra bilfabrikanten Kia Motors, som første gang kom på markedet i 1987. Alle versionerne havde firecylindrede motorer. Modellen var baseret på Mazda 616 og dermed baghjulstrukket. Produktionen af Concord blev afsluttet i 1995, og efterfølgeren Clarus blev introduceret året efter.